# EC 1.20
La EC 1.20.1 è una sottoclasse della classificazione EC relativa agli enzimi. Si tratta di una sottoclasse delle ossidoreduttasi che include enzimi che utilizzano come donatori di elettroni composti contenenti fosforo o arsenico.

## Sotto-sottoclassi
Esistono quattro ulteriori sotto-sottoclassi:
- EC 1.20.1: con NAD o NADP come accettore di elettroni;
- EC 1.20.4: con disolfuro come accettore;
- EC 1.20.98: con altri accettori noti;
- EC 1.20.99: con altri accettori ignoti.